# Tabarre
Tabarre är en kommun i Haiti.   Den ligger i departementet Ouest, i den centrala delen av landet, 9 km nordost om huvudstaden Port-au-Prince.